# (36261) 1999 XE116
1999 XE116 (asteroide 36261) é um asteroide da cintura principal. Possui uma excentricidade de 0.26504460 e uma inclinação de 10.82778º.
Este asteroide foi descoberto no dia 5 de dezembro de 1999 por CSS em Catalina.